# Sport in Piemonte
Lo sport in Piemonte si è sviluppato ad un certo livello solo dal secondo dopoguerra in poi. A livello agonistico le società piemontesi si sono distinte in tempi recenti soprattutto nel calcio, con la Juventus e il Torino, nella pallavolo, con il Piemonte Volley di Cuneo, nel maschile, l'AGIL Novara e il Chieri Volleyball '76 nel femminile, nell'hockey su pista, con l'Hockey Novara, e in quello su prato con la Lorenzoni e il Bra. Da rimarcare, sempre nella pallavolo, anche i successi a livello europeo del CUS Torino agli inizi degli anni '80.

## Principali impianti sportivi

### Stadi
Di seguito si riporta l'elenco degli stadi piemontesi con almeno 3.000 posti, in ordine decrescente di capienza.
| #   | Stadio                 | Città             | Capienza |
| --- | ---------------------- | ----------------- | -------- |
| 1º  | Allianz Stadium        | Torino            | 41.507   |
| 2º  | Olimpico Grande Torino | Torino            | 27.958   |
| 3º  | Silvio Piola           | Novara            | 17.875   |
| 4º  | Primo Nebiolo          | Torino            | 7.200    |
| 5º  | Censin Bosia           | Asti              | 6.000    |
| 6º  | Giuseppe Moccagatta    | Alessandria       | 6.000    |
| 7º  | Natale Palli           | Casale Monferrato | 5.600    |
| 8º  | Silvio Piola           | Vercelli          | 5.500    |
| 9º  | Lamarmora              | Biella            | 5.000    |
| 10º | Gino Pistoni           | Ivrea             | 4.500    |
| 11º | Filadelfia             | Torino            | 4.000    |
| 12º | Costante Girardengo    | Novi Ligure       | 3.500    |
| 13º | Fratelli Paschiero     | Cuneo             | 3.060    |
| 14º | Piero de Paoli         | Chieri            | 3.000    |
| 15º | Carlo Pedroli          | Verbania          | 3.000    |

### Palasport
Di seguito si riporta l'elenco dei palasport piemontesi con almeno 2.000 posti, in ordine decrescente di capienza.
| #   | Palasport                            | Città                    | Capienza |
| --- | ------------------------------------ | ------------------------ | -------- |
| 1º  | Palasport Olimpico                   | Torino                   | 14.350   |
| 2º  | Palazzo a Vela                       | Torino                   | 8.244    |
| 3º  | Biella Forum                         | Biella                   | 5.007    |
| 4º  | PalaTerdoppio                        | Novara                   | 5.000    |
| 5º  | Palasport di San Rocco Castagnaretta | Cuneo                    | 4.700    |
| 6º  | PalaRuffini                          | Torino                   | 4.446    |
| 7º  | PalaFerraris                         | Casale Monferrato        | 3.510    |
| 8º  | PalAmico                             | Castelletto sopra Ticino | 2.600    |
| 9º  | Palasport Dal Lago                   | Novara                   | 2.500    |
| 10º | Palasport Tazzoli                    | Torino                   | 2.290    |
| 11º | PalaBonprix                          | Biella                   | 2.000    |

## Principali società sportive

### Arti marziali
Boxe
- Novara Boxe

Judo e Ju Jitsu
- Judo Ju Jitsu Novara

### Atletica
- Turin Marathon
- C.U.S. Torino
- Running Center Club Torino
- Sisport Fiat
- Asd C.R.A.L. A.M.I.A.T. Torino
- S.S Vittorio Alfieri Asti
- G.S. Riv-Skf E. Agnelli
- Podistica Vinovo
- U.S. La Salle Giaveno
- Atletica Susa
- Atletica Canavesana
- Asdp Atletica Pinerolo
- Gruppo Sportivi Chivassesi
- Gruppo Sportivo Murialdo
- G.S.D. Brancaleone Asti
- Atl. Novese
- Atl. Alessandria
- Derthona Atletica
- Junioratletica Ass. Spor. Dile
- Unione Giovane Biella
- A. S. D. Bognanco
- G. S. Alpini Nucleo Intra
- Atl. Santhia'
- Atletica Vercelli 78
- G.P. Trinese
- Società atletica Bellinzago
- Amatori Masters Novara
- Polisp.S.Stefano Borgomanero
- A.S.D. Atl. Fossano '75
- A.S.D. Cuneo Triathlon
- G.S.R. Ferrero A.S.D.

### Baseball
- Nizza Grapes Baseball Club Nizza Monferrato
- Grizzlies Torino 48
- Avigliana Baseball
- Baseball Softball Vercelli
- Novara Baseball
- Porta Mortara Baseball Softball Novara
- Juve98
- Castellamonte Baseball & Softball "Old Kings"
- Baseball Club Fossano 1948

### Bocce
- Tubosider Asti serie A Campione d'Europa in carica
- ASD Bocciofila Tesoriera sito ufficiale

### Calcio
| Pos. | Società           | I livello | II livello | III livello | IV livello | Totale | Stagione 2023-2024 |
| ---- | ----------------- | --------- | ---------- | ----------- | ---------- | ------ | ------------------ |
| 1    | Juventus          | 111       | 1          | -           | -          | 112    | Serie A            |
| 2    | Torino            | 99        | 12         | -           | -          | 111    | Serie A            |
| 3    | Novara            | 25        | 36         | 22          | 22         | 105    | Serie C            |
| 4    | Alessandria       | 24        | 22         | 36          | 17         | 99     | Seconda Categoria  |
| 5    | Pro Vercelli      | 24        | 15         | 26          | 38         | 103    | Serie C            |
| 6    | Casale            | 17        | 4          | 27          | 35         | 83     | Serie D            |
| 7    | Valenzana         | 4         | 6          | 1           | 17         | 28     | Promozione         |
| 8    | Novese            | 3         | 2          | 4           | 30         | 39     | Promozione         |
| 9    | Derthona          | 2         | 9          | 20          | 26         | 57     | Serie D            |
| 10   | Biellese          | 1         | 8          | 37          | 21         | 67     | Eccellenza         |
| 11   | Acqui             | 1         | 1          | 24          | 22         | 37     | Eccellenza         |
| 12   | Asti              | -         | 5          | 18          | 31         | 54     | Serie D            |
| 13   | Omegna            | -         | -          | 16          | 22         | 38     | Promozione         |
| 14   | Cuneo             | -         | -          | 14          | 34         | 48     | Eccellenza         |
| 15   | Ivrea             | -         | -          | 11          | 23         | 34     | Promozione         |
| 16   | Pinerolo          | -         | -          | 11          | 9          | 20     | Serie D            |
| 17   | Fossanese         | -         | -          | 7           | 11         | 18     | Serie D            |
| 18   | Juventus Domo     | -         | -          | 7           | 9          | 16     | Promozione         |
| 19   | Saviglianese      | -         | -          | 7           | 6          | 13     | Prima Categoria    |
| 20   | Verbania          | -         | -          | 7           | 4          | 11     | Eccellenza         |
| 21   | Juventus Next Gen | -         | -          | 6           | -          | 6      | Serie C            |
| 22   | Sparta Novara     | -         | -          | 4           | 5          | 9      | Promozione         |
| 23   | Bra               | -         | -          | 3           | 10         | 13     | Serie D            |
| 24   | Saluzzo           | -         | -          | 3           | 4          | 7      | Serie D            |
| 25   | Trinese           | -         | -          | 3           | 10         | ?      | Eccellenza         |
| 26   | Volpiano          | -         | -          | 3           | -          | 3      | Promozione         |
| 27   | Gozzano           | -         | -          | 2           | 13         | 5      | Serie D            |
| 28   | Albese            | -         | -          | 2           | 7          | 9      | Eccellenza         |
| 29   | Cossatese         | -         | -          | 1           | 10         | 11     | Promozione         |
| 30   | Canelli           | -         | -          | 1           | 9          | 10     | Prima Categoria    |
| 31   | Settimo           | -         | -          | 1           | 4          | 5      | Eccellenza         |
| 32   | Rivarolese        | -         | -          | 1           | 1          | 2      | Promozione         |
| 33   | Borgosesia        | -         | -          | -           | 23         | 23     | Serie D            |
| 34   | Borgomanero       | -         | -          | -           | 14         | 14     | Eccellenza         |
| 35   | Chieri            | -         | -          | -           | 13         | 13     | Serie D            |
| 36   | Arona             | -         | -          | -           | 12         | 12     | Promozione         |
| 37   | Orbassano         | -         | -          | -           | 9          | 9      | Prima Categoria    |
| 38   | Moncalieri        | -         | -          | -           | 1          | 1      | Prima Categoria    |
| 39   | Luserna Calcio    |           |            |             | 1          | 1      | Prima Categoria    |

| Livello      | Società nel 2023-2024                                                                                       |
| ------------ | --- |
| Serie A      | Juventus; Torino;                                                                                           |
| Serie B      | |
| Serie C      | Novara; Pro Vercelli; Juventus U23;                                                                         |
| Serie D      | Asti; Bra; Borgosesia; Chieri; Derthona; Gozzano; Pinerolo;                                                 |
| Eccellenza   | Acqui; Biellese; Borgomanero; Cossatese; Cuneo; Fossanese; Saluzzo; Settimo; Valenzana; Verbania; Volpiano; |
| Promozione   | Albese; Arona; Canelli; Casale Ivrea; Juventus Domo; Novese; Omegna; Rivarolese; Saviglianese; Trinese;     |
| 1ª Categoria | Moncalieri; Orbassano                                                                                       |
| 2ª Categoria | Alessandria                                                                                                 |
| 3ª Categoria | |

#### Società scomparse
Elenco delle società di calcio attualmente non in attività ordinate dall'ultima apparizione più recente:
- Canavese: si scioglie nel 2011;
- Pro Belvedere: nel 2010 acquisisce la tradizione sportiva della Pro Vercelli permettendone la rinascita;
- Verbania Sportiva: nel 1959 si fonde con la Società Sportiva Libertas Pallanza nella Società Sportiva Verbania Calcio;
- Borgomanerese: si scioglie nel 1950. Nel 1951 il Borgomanero ne rilevò simbologia e colori sociali, senza però ottenere alcun riconoscimento formale di continuità;
- FIAT/Sisport: si scioglie nel 1941;
- Balzolese: si scioglie nel 1937;
- Vercellesi Erranti: si scioglie nel 1926;
- Pastore: si scioglie nel 1925;
- US Torinese: si scioglie nel 1923;
- GC Cappuccini: nel 1922, viene assorbita dalla Pro Vercelli;
- Amatori Torino/ Amatori Piemonte: si fonde nel 1921 con il Piemonte nell'Amatori Piemonte che si scioglie nuovamente nel 1922.
- Piemonte: si scioglie nel 1914. Rifondato nel 1919, si fonde nel 1921 con l'Amatori Torino nell'Amatori Piemonte.
- Carignano: si scioglie nel 1921;
- Alessandrina: nel 1920 confluisce nell'Unione Sportiva Alessandria;
- Veloces Biella: nel 1919 si fonde con la U.S. Biellese nella nuova Unione Sportiva Biellese;
- Vigor Torino: nel 1916 confluisce nella nuova US Torinese.
- Unione Pro Sport Alessandria: nata nel 1896 non ha mai preso parte ad un torneo ufficiale FIF, si scioglie nel 1911. Dalle sue ceneri nasce l'Unione Sportiva Alessandria;
- Torinese: nel 1906 si fonde con un gruppo di dissidenti della Juventus nel Torino Football Club;
- Ginnastica Torino: si scioglie nel 1906;
- Audace Torino: si scioglie nel 1905;
- Internazionale Torino: nata nel 1891 è per fondazione la terza squadra più antica d'Italia[3]. Nel 1900 viene assorbita dalla Torinese;
- Nobili Torino: nata nel 1889 è per fondazione la seconda squadra più antica d'Italia[3]; non ha mai preso parte ad un torneo ufficiale FIF. Nel 1891 si fonde con il Torino Football & Cricket Club nell'Internazionale Torino;
- Torino FCC: nata nel 1887 è per fondazione è la società di calcio più antica d'Italia[3]; non ha mai preso parte ad un torneo ufficiale FIF. Nel 1891 si fonde con il Nobili Torino nell'Internazionale Torino;

#### Rappresentative amatoriali
- Piemonte[4]: selezione vincitrice della Coppa delle Regioni UEFA 2003

### Calcio Femminile
- Juventus Women: in Serie A[5]
- F.C.D. Novese C.F.: in Serie B
- Juventus Torino: in Serie C
- Torino: in Serie C
- Alessandria: in Serie C
- F.C.D. Pinerolo: in Serie C
- Romagnano Sesia A.S.D.: in Serie C
- S.S.D. San Bernardo Luserna C.F.: in Eccellenza (calcio femminile) 2019-2020

### Calcio a 5

#### Calcio a 5 maschile
- Asti Orange in Serie A (2013-2014)
- Carmagnola in Serie A2 (2013-2014)
- Astense,  Bra,  Castellamonte e  Bassotti in Serie B (2013-2014).

### Canottaggio
- Canottieri Caprera
- Canottieri Città di Omegna, Stella d'Oro al Merito Sportivo 2023
- Canottieri Intra
- Canottieri Pallanza
- Reale Società Canottieri Cerea
- Società Canottieri Esperia-Torino
- Società Canottieri Armida
- Sisport Fiat

### Cricket
- Gnugnu Cricket Club

### Football americano
- Alfieri Asti (in IAAFL)
- Centurions Alessandria (in FIDAF, chiusi nel 2013)
- Giaguari Torino (in FIDAF)
- Blacks Rivoli (in FIDAF)
- Lancieri Novara (in IAAFL)
- Mastiffs Ivrea (in FIDAF)
- Razorbacks Piemonte (in FIDAF)
- Tauri Torino (in FIDAF)

### Ginnastica
- Reale Società Ginnastica di Torino
- Società Ginnastica Pro Novara
- Ginnastica Libertas Novara, Stella di Bronzo al Merito Sportivo 1979 e Stella d'Argento al Merito Sportivo 1989
- Società Ginnastica Pro Vercelli

### Korfball
- G.S. Mondo Sport
- Arquata Scrivia Korfball
- Korfball Club Aurora 2003
- A.S. Arcadia Torino

### Hockey

#### Hockey su ghiaccio
- Hockey Club All Stars Piemonte serie A2
- Hockey Club Pinerolo serie C1
- Hockey Club Valpellice serie A2
- Real Torino Hockey Club serie A2
- IHC Draghi
- HC Giugoma
- HC Torino Bulls

#### Hockey su pista
- Azzurra Hockey Novara
- Hockey Novara
- Hockey Club Amatori Vercelli
- Hockey Vercelli

#### Hockey su prato
- Cus Torino Hockey serie A2
- Hockey Club Bra serie A1
- US Moncalvese serie B
- Hockey Club Novara Old Black serie A2

#### Hockey in linea
- H.C. Draghi Torino
- Real Torino Hockey Club
- HC Monleale Sportleale

#### Unihockey
- Unihockey Novara
- Rassemblement Hockey Club

### Lacrosse
- Torino Lacrosse

### Nuoto
- Libertas Nuoto Novara, Stella di Bronzo al Merito Sportivo 2001 e Stella d'Argento al Merito Sportivo 2008
- Rari Nantes Torino

### Pallacanestro

#### Pallacanestro maschile
- Ignis Castelletto Ticino
- Aironi Basket Novara
- Pallacanestro Biella
- Cierre Asti
- Junior Casale Monferrato
- A.S. Borgobasket
- Cuneo Granda Basket
- Auxilium Pallacanestro Torino
- Nobli SBS Borgomanero
- Derthona Basket
- Fulgor Omegna
- PMS Basketball (Moncalieri)

#### Pallacanestro femminile
- Delta Basket 92 Alessandria
- Sportevolution Asti
- Ivrea Basket
- Libertas Moncalieri
- Pallacanestro Torino

### Pallamano
- Pallamano Biella serie B
- Città Giardino Pallamano Torino serie B

### Pallanuoto
- Torino '81 serie A2
- Pallanuoto Gis Cuneo serie D
- Quadrifoglio Torino serie C
- A.S.D. Dinamica Torino serie B
- River Borgaro
- Waterpolo Novara

### Pallavolo

#### Pallavolo Maschile
- Piemonte Volley
- CUS Torino
- Hasta Volley Asti
- Quattrovalli Pallavolo Alessandria
- Olimpia VBC Vercelli
- Cuneo Volley

#### Pallavolo Femminile
- AGIL Volley
- Chieri Volley
- Asti Volley
- Green Volley Vercelli
- s2m Volley Vercelli
- Junior Volley Casale Monferrato
- Lilliput Volley Settimo Torinese
- Cuneo Granda Volley

### Pattinaggio di figura
- Artisticlub Sportincontro TO

### Rugby
- Asti Rugby serie A
- Cus Torino Rugby serie A
- Volvera R.F.C.
- Biella Rugby serie A
- Novara Rugby Club serie C
- A.S. Rivoli Rugby serie C1 élite
- Ivrea Rugby Club serie c
- Dopolavoro Ferroviario Alessandria Rugby serie B
- Rugby San Mauro
- A.S.D. Moncalieri Rugby
- Isana Rugby Club ASD
- ASD Chieri Rugby
- Cuneo Pedona Rugby serie C
- ASD Poirino Rugby
- Amatori Rugby Novara

### Scherma
- Pro Novara Scherma

### Softball
- La Loggia Softball Team
- Torino Junior Softball
- Castellamonte Baseball & Softball

### Tennistavolo
- PGS AVIS Isola
- A4 Verzuolo
- Biella
- CUS Torino
- Enjoy
- Splendor
- GS Regaldi Novara, Stella d'Argento al Merito Sportivo 1989 e Stella d'Oro al Merito Sportivo 2008
- Romagnano